# 마누 바카르
마누 바카르(힌디어: मनु भाकर, 2002년 2월 18일~)는 인도의 사격 선수로 주 종목은 권총이다. 2024년 하계 올림픽 여자 10m 공기권총 종목과 혼성 10m 단체전에서 동메달을 획득했다. 그녀는 인도 여자 선수로는 최초로 단일 올림픽 대회에서 2개 이상의 메달을 획득한 선수이다. 